# Historia de un amor
«Historia de un amor» es un bolero escrito en 1955 por el autor panameño Carlos Eleta Almarán (16/05/1918 - 16/01/2013) para su hermano Fernando a raíz de la muerte de su cuñada Mercedes.
Alcanzó un rápido éxito ya que formó parte de la banda sonora de una película mexicana del mismo nombre rodada en 1956, protagonizada por Libertad Lamarque y Emilio Tuero. 
Se la considera la canción de origen panameño más grabada e interpretada internacionalmente.

## Versiones
Ha sido interpretada por numerosos artistas en castellano y traducido a varios idiomas.

### Castellano
- Libertad Lamarque (1955)
- Lola Flores
- Califato 3/4
- Miguel Campello [2]
- Guadalupe Pineda
- Argentino Ledesma
- Marco Antonio Solís
- David Bisbal
- Micaela Cabrera
- Los Panchos
- Marco Antonio Muñiz
- Luis Alberto del Paraná
- Lucho Gatica (también a dueto en 2013 junto con Laura Pausini)
- Mietta
- Leo Marini
- José Vélez
- Julio Iglesias
- Circo
- Raphael
- Zalo Reyes
- Dámaso Pérez Prado
- Laura Fygi
- Iva Zanicchi
- Eydie Gormé
- Pedro Infante
- Leslie Cheung
- Marisela
- Ana Gabriel
- Cesária Évora
- Luis Miguel
- Don Francisco
- Los guardianes del amor
- Juan Torres
- Luz Casal
- Playa Limbo
- Diego el Cigala
- Daniel Maza
- Nicola di Bari
- Zaz
- Adanowsky
- Il Volo
- Martín Zarzar
- Ainhoa Arteta para su álbum La vida
- Bobby Rodriguez & La Compañía para su álbum Hay que cambiar la rutina (1980)
- Tony Glausi para su álbum Sabor a Mí (2020)
- Héctor Varela y su cantor Rodolfo Lesica, en versión tango (1956)
- Micaela Cabrera en su álbum Cantando bajo la Ducha
- Marina Viotti (2021)
- Quartet Andaléo (Nathalie Martinez, Annie Mégé, Joaquim Garcia, Jérôme Viollet, 2022)

- Il Divo (el tenor suizo Urs Bühler, el barítono español Carlos Marín, el tenor estadounidense David Miller y el cantante pop francés Sébastien Izambard, el productor colombiano, Julio Reyes Copello) para el álbum Amor & Pasión (2015)
- Richard Galliano, Lucien Galliano y el grupo Unice-CIV

### Francés
Histoire d'un amour (letra francesa de Francis Blanche)
- Dalida (1957)
- Monette Auvray
- Miguel Amador, con Joss Baselli, su orchestra et los Fontana (1957)
- Luis Mariano (1957)
- Maria Lerma
- Gloria Lasso
- Petula Clark
- Cyrius (2000)
- Victoria Abril (bilingüe, 2007)
- Dany Brillant (2007)
- French Latino (bilingüe, 2009)
- Hélène Ségara (2016)
- Caloé (2018)

### Portugués
- Leandro e Leonardo
- Tony Carreira & Ishtar (2017, francés y portugués)

### Inglés
- Abbe Lane
- Nana Mouskouri & Johnny Mathis

### Ruso
Первая Встреча (Pervaya vstrecha)
- Claudia Shulzhenko
- Igor Nadjiev

### Polonais
Moje życie, twoje życie
- Stanisława Celińska

### Árabe
- Cheb Hasni, con el nombre de Dak El-Mahroum, en su CD Lover's Rai
- Lili Boniche, con el nombre de Ana Fil Houb
- Wafa Ghorbel, con el nombre قصة حب عنيف (qisat hubun ʻanifatan)

### Chino
我的心裡只有你沒有他 (wo de xin li zhi you ni mei you ta)
- "El Chino" Hassán

- Jin Ting  (1960)
- Leslie Cheung, en su DVD de Concierto Passion Tour

### Persan
- Aramik Moosakhanian

### Instrumental
- Pérez Prado (mambo)
- Armando Orozco (2023)

## Películas

### Historia de un amor(1956)
La canción tuvo un rápido éxito y se utilizó en la banda sonora de la película mexicana Historia de un amor, de Roberto Gavaldón (1956), protagonizada por la actriz argentina Libertad Lamarque.

### Otras películas
La canción Historia de un amor aparece en las siguientes películas:
- 1995 : Gazon maudit de Josiane Balasko
- 2002 : Embrassez qui vous voudrez de Michel Blanc
- 2003 : La fenêtre d'en face de Ferzan Özpetek, por Guadalupe Pineda
- 2006 : Le Héros de la famille de Thierry Klifa, por Emmanuelle Béart
- 2009 : Visage de Tsai Ming-liang, por Laetitia Casta
- 2018 : Un amour impossible de Catherine Corsini, por Caloé
- 2019 : Deux Moi de Cédric Klapisch, por Gloria Lasso
- 2019 : Le Traître de Marco Bellocchio, por Guadalupe Pineda, también por Pierfrancesco Favino
- 2022 : Rumba la vie de Franck Dubosc, por Karina Marimon
- 2023 : La Nuit du verre d'eau de Carlos Chahine, al piano y por los personajes